# Підготовлюючі виробки
Підготовлюючі виробки (рос. подготавливающие выработки; англ. first workings, development galleries (drifts, entries), нім. Vorrichtungsbaue m pl) — термін, прийнятий в офіційній звітності вітчизняних вугільних (сланцевих) шахт. До підготовлюючих відносять гірничі виробки, проведені в розкритому шахтному полі, що послідовно поділяють пласт в межах шахтного поля (блоку) на крила, бремсбергові та похилові поля, панелі, поверхи, підповерхи, виїмкові поля або яруси; всі штреки (головні, поверхові, панельні, ярусні, підповерхові, проміжні, збиральні, бортові, шарові, паралельні, мінусові), бремсберґи і похили (головні, панельні, проміжні, а також ті, що примикають до очисних вибоїв, що переміщуються за падінням, підняттям пласта або діагонально), скати, за винятком розрізних, вуглеспускних, ходових, лісоспускних та інших, печей, проведених по вугіллю збійок, просіків, ортів, хідників із службових камер.